# Michel Ritter

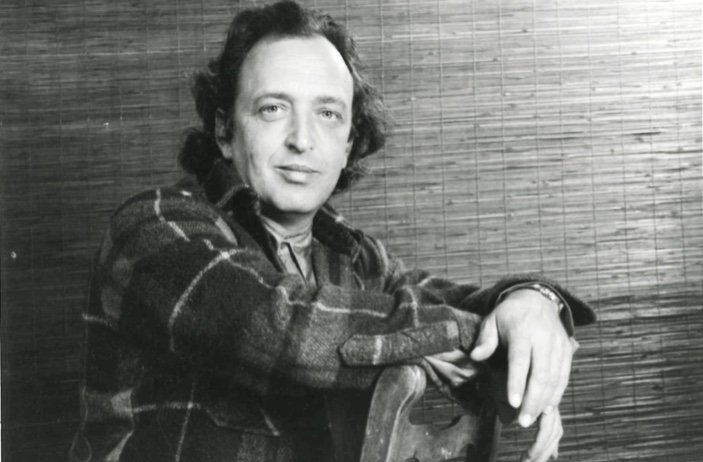
Michael Ritter

Michel Ritter (* 1949 in Freiburg im Üechtland; † 2. Mai 2007 in Paris) war ein Schweizer Kurator.

## Leben
Michel Ritter war in den 1970er-Jahren als Künstler tätig. 1974 gründete er in Freiburg gemeinsam mit dem Maler Bruno Baeriswyl die Galerie RB und schaffte es, Freiburg zu einem Zentrum für zeitgenössische Kunst zu machen. 1981 organisierte er in einem Abbruchgebäude die Ausstellung Fri-Art 81 mit avantgardistischer Kunst. Ein dort gezeigtes, angeblich obszönes und gotteslästerliches Gemälde von Josef Felix Müller beschäftigte sogar den Europäischen Gerichtshof. 1986 war er zudem künstlerischer Leiter des Freiburger Kulturfestivals Belluard Bollwerk International. Michel Ritter war Initiator der Freiburger Kunsthalle Fri Art - Centre d'art contemporain und deren Gründungsdirektor von 1990 bis 2001.
Seit 2002 war er Direktor des Centre culturel suisse (CCSP) in Paris. Breite Bekanntheit erlangte er als verantwortlicher Kurator der dortigen Thomas-Hirschhorn-Ausstellung „Swiss-Swiss Democracy“, die den aktuellen Zustand der Schweizer Politik kritisch thematisierte und den Schweizer Demokratiebegriff in Frage stellte. Die Ausstellung löste in der Schweiz einen Skandal aus, insbesondere die Performance, bei der das Konterfei von Bundesrat Christoph Blocher bepinkelt wurde.
Für das Fri Art - Centre d'art contemporain erhielt unter anderem den Meret-Oppenheim-Preis und den Kunstpreis der Art Frankfurt.
Michel Ritter erlag den Folgen eines Krebsleidens.

## Zitate
- „Jeder künstlerische Akt ist ein politischer Akt.“